# Mohammad Ahsan
Mohammad Ahsan (Palembang, 7 de septiembre de 1987) es un deportista indonesio que compite en bádminton, en la modalidad de dobles. Ganó seis medallas en el Campeonato Mundial de Bádminton entre los años 2011 y 2022.

## Palmarés internacional
| Campeonato Mundial | Campeonato Mundial    | Campeonato Mundial | Campeonato Mundial |
| Año                | Lugar                 | Medalla            | Prueba             |
| ------------------ | --------------------- | ------------------ | ------------------ |
| 2011               | Londres (Reino Unido) | Medalla de bronce  | Dobles             |
| 2013               | Cantón (China)        | Medalla de oro     | Dobles             |
| 2015               | Yakarta (Indonesia)   | Medalla de oro     | Dobles             |
| 2017               | Glasgow (Reino Unido) | Medalla de plata   | Dobles             |
| 2019               | Basilea (Suiza)       | Medalla de oro     | Dobles             |
| 2022               | Tokio (Japón)         | Medalla de plata   | Dobles             |